# Mal McMullen
Malcolm H. "Mal" McMullen (Fostoria, Ohio, 23 de agosto de 1927-Kokomo, Indiana, 11 de abril de 1995) fue un jugador de baloncesto y de golf estadounidense que disputó dos temporadas en la NBA, para posteriormente dedicarse profesionalmente al golf durante 32 años. Con 1,96 metros de estatura, jugaba en la posición de ala-pívot.

## Trayectoria deportiva

### Universidad
Comenzó su andadura universitaria con los Wildcats de la Universidad de Kentucky, donde en dos temporadas apenas disputó 21 partidos, en los que anotó 22 puntos, siendo transferido a los Musketeers de la Universidad de Xavier, donde en su primera temporada promedió 9,8 puntos por partido, ayudando a establecer un récord de 24 victorias consecutivas. Al año siguiente promedió 12,0 puntos por partido.

### Profesional
Tras no ser elegido en el Draft de la BAA de 1949, fichó por los Indianapolis Olympians, con los que jugó dos temporadas, siendo la más destacada la primera de ellas, en la que promedió 5,6 puntos y 1,5 asistencias por partido. Tras retirarse, jugó al golf como profesional en el Kokomo Country Club, retirándose en 1992.

## Estadísticas de su carrera en la NBA

### Temporada regular
| Temporada | Edad | Equipo                 | Liga | P   | TIT | MIN | TC  | TCA | %TC  | 3P | 3PA | %3P | TL  | TLA | %TL  | R.OF. | R.DEF. | REB | ASIS | ROB | TAP | PER | FP  | PTS |
| 1949-50   | 22   | Indianapolis Olympians | NBA  | 58  |     |     | 2.1 | 6.6 | .324 |    |     |     | 1.3 | 2.4 | .546 |       |        |     | 1.5  |     |     |     | 3.7 | 5.6 |
| 1950-51   | 23   | Indianapolis Olympians | NBA  | 51  |     |     | 1.5 | 5.4 | .282 |    |     |     | 0.9 | 1.6 | .585 |       |        | 2.5 | 0.6  |     |     |     | 2.1 | 4.0 |
| Total     |      |                        | NBA  | 109 |     |     | 1.8 | 6.0 | .306 |    |     |     | 1.1 | 2.0 | .561 |       |        | 2.5 | 1.1  |     |     |     | 2.9 | 4.8 |

### Playoffs
| Temporada | Edad | Equipo                 | Liga | P | MIN | TCA | TC | 3PA | 3P | TLA | TL | R.OF. | REB | ASIS | ROB | TAP | PER | FP | PTS | %TC  | %3P | %FT  | MIN | PTS | REB | AST |
| 1949-50   | 22   | Indianapolis Olympians | NBA  | 6 |     | 4   | 21 |     |    | 6   | 9  |       |     | 9    |     |     |     | 19 | 14  | .190 |     | .667 |     | 2.3 |     | 1.5 |
| Total     |      |                        | NBA  | 6 |     | 4   | 21 |     |    | 6   | 9  |       |     | 9    |     |     |     | 19 | 14  | .190 |     | .667 |     | 2.3 |     | 1.5 |